# Devils Brigade
Devils Brigade is een Amerikaanse rockband, geformeerd als een bijproject van Rancid-bassist Matt Freeman in 2000. In Devils Brigade voert Freeman een mix van punkrock en psychobilly stijlen uit, zingt hij leadzang en speelt hij contrabas in tegenstelling tot de achtergrondzang en basgitaar die hij speelde in Rancid. Hij werd ondersteund door zijn Rancid-bandgenoten voor singles, uitgebracht in 2003 en 2005 en rekruteerde X-drummer D.J. Bonebrake om in 2010 op het gelijknamige debuutalbum van Devils Brigade te spelen.

## Bezetting
Huidige bezetting
- Matt Freeman (leadzang, dubbele basgitaar, gitaar, 2000–heden)
- Tim Armstrong (gitaar, zang, 2000–heden)
- D.J. Bonebrake (drums, percussie, vibraslap, 2010–heden)
- Rob Milucky (gitaar, 2012-present)

Oprichters
- Brett Reed (drums, 2000–2006)

Toerleden
- Chris Arredondo (drums, 2010-2011)
- Rob Milucky (gitaar, 2010-2012)

## Geschiedenis
Devils Brigade werd in 2000 geformeerd door Matt Freeman als een bijproject van zijn vaste band Rancid, toen hij en oude bandmaat Tim Armstrong samen liedjes begonnen te schrijven tussen de Rancid-tournees. Terwijl Freeman de elektrische basgitaar speelde en af en toe de achtergrondzang deed bij Rancid, deed hij bij Devils Brigade de leadzang en speelde hij contrabas, met elementen van psychobilly in zijn gebruikelijke punkrockrepertoire. Devils Brigade debuteerde met het nummer Vampire Girl op het verzamelalbum Give 'Em the Boot III uit 2002, uitgebracht door Armstrongs label Hellcat Records. Freeman werd ondersteund door Armstrong op gitaar en hun Rancid-bandgenoot Brett Reed op drums voor dit nummer en de twee opeenvolgende 12" singles Stalingrad/Psychos All Around Me (2003) en Vampire Girl (2005), beide uitgebracht via Rancid Records tijdens de wachttijd tussen de Rancid-tournees.
Na tournees ter ondersteuning van Rancid's album Let the Dominoes Fall, heeft Freeman Devils Brigade nieuw leven ingeblazen om een volledig album op te nemen. Het was oorspronkelijk bedoeld als een conceptalbum op basis van een idee van Armstrong voor een musical over de bouw van de Golden Gate Bridge, getiteld Half Way to Hell Club na de informele broederschap van negentien staalarbeiders die werden opgevangen door vangnetten onder de bouwplaats, waardoor ze werden gered van wat anders fataal zou zijn. We zijn opgegroeid in de East Bay en keken naar die brug en het is altijd een onderdeel van ons leven geweest, zei Freeman.
Zes van de twaalf nummers van het album waren afkomstig van dit concept, terwijl de resterende zes opnieuw opgenomen nummers waren van de eerste Devils Brigade-demo. Het album werd begin 2010 opgenomen met Armstrong op gitaar en drummer D.J. Bonebrake van X en The Knitters, die eerder met Freeman speelde in Auntie Christ en bevat bijdragen van Rancid-lid Lars Frederiksen. Freeman vond het een geweldige sfeer in de studio. Het album werd uitgebracht als Devils Brigade op 31 augustus 2010 via Hellcat Records. Devils Brigade toerde van augustus tot oktober 2010 door de Verenigde Staten en ondersteunde Street Dogs. Volgens de ASCAP-website schreef de band het nummer I Can See The Ocean, maar het is niet bekend of het nummer het album al dan niet onder een andere naam heeft gemaakt

## Discografie
- 2003: Stalingrad / Psychos All Around Me (12" single)
- 2005: Vampire Girl (12" single)
- 2010: Devils Brigade

### Muziekvideo's
- 2010: I'm Movin' Through